# Melancio de Sición

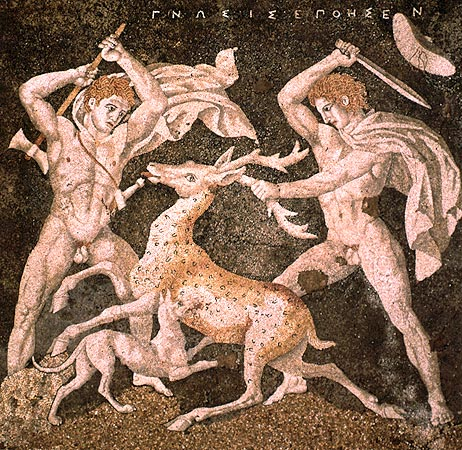
Mosaico de la caza del ciervo (325-300 a.C. aproximadamente), Museo arqueológico de Pela.

Melancio de Sición (en griego, Μελάνϑιος; Sición, siglo IV a. C. – ?) fue un pintor griego antiguo activo en la segunda mitad del siglo IV a. C., alumno de Pánfilo de Anfípolis y representante de la escuela pictórica de Sición.
Mencionado por Plinio el Viejo junto con Apeles entre los grandes pintores que hacían uso de solo cuatro colores (Nat. hist., XXXV, 50) y elogiado por su habilidad compositiva (Nat. hist., XXXV, 80), se cree que es el autor de la obra original (un fresco o un cuadro) que inspiró el mosaico del suelo de la "casa de Elena" en Pela (actualmente en el museo arqueológico local), con la representación de la Caza del ciervo por parte de Alejandro y Hefestión.